# Fontaine-Mâcon
Fontaine-Mâcon ist eine französische Gemeinde mit 618 Einwohnern (Stand: 1. Januar 2022) im Département Aube in der Region Grand Est. Der Ort gehört zum Arrondissement Nogent-sur-Seine und zum Kanton Nogent-sur-Seine. Zudem ist die Gemeinde Teil des 2006 gegründeten Gemeindeverbands Nogentais. Die Einwohner werden Mâconais(es) genannt.

## Geographie
Fontaine-Mâcon liegt rund 46 Kilometer nordwestlich von Troyes und rund 96 Kilometer südöstlich von Paris im Nordwesten des Départements Aube. Die Gemeinde besteht aus dem Dorf Fontaine-Mâcon und wenigen Einzelgehöften.
Nachbargemeinden sind Nogent-sur-Seine im Norden, Saint-Aubin im Nordosten, Avant-lès-Marcilly im Südosten, Soligny-les-Étangs im Südwesten sowie Bouy-sur-Orvin im Westen.   

## Geschichte
Bis zur Französischen Revolution lag Fontaine-Mâcon innerhalb der Provinz Champagne. Die Gemeinde gehörte von 1793 bis 1801 zum Distrikt Nogent-sur-Seine. Seit 1801 ist sie dem Arrondissement Nogent-sur-Seine zugewiesen. Seit 1793 liegt die Gemeinde innerhalb des Kantons Nogent-sur-Seine. Erst trug die Gemeinde den Namen Macon, später bis 1903 den Namen Mâcon.

## Bevölkerungsentwicklung
| Jahr                       | 1793 | 1800 | 1806 | 1841 | 1851 | 1856 | 1911 | 1921 | 1962 | 1968 | 1975 | 1982 | 1990 | 1999 | 2006 | 2012 |
| Einwohner                  | 542  | 604  | 532  | 641  | 600  | 644  | 479  | 443  | 410  | 359  | 342  | 392  | 394  | 425  | 448  | 645  |
| Quellen: Cassini und INSEE |      |      |      |      |      |      |      |      |      |      |      |      |      |      |      |      |

## Sehenswürdigkeiten
- Dorfkirche La Nativité-de-Notre-Dame
- Denkmal für die Gefallenen[1]